# أماني ستبرقة
أماني ستبرقة أو أمانياسـتابرقا هو ملك كوش في فترة مروي، حكم في أواخر القرن السادس أو أوائل القرن الخامس .ق.م، 510–487 .ق.م.

## نظرة عامة
أماني ستبرقة هو الخليفة المفترض لاقرقماني حسب تسلسل الأهرامات النوبية في نوري إذ دفن في (no. 2)، اكتشف غرفة دفنه بعثة جامعة هارفارد - متحف بوسطن للفنون الجميلة في عام 1917، لذا فالعديد من آثاره موجودة حاليا في بوسطن، مثل الأوشبتي والأشياء الحجرية والمشغولات الذهبية والجرانيت والنيس. توجد أيضا لوحة جرانيتية بها خراطيش أمانيستبرقا عثر عليها في نوري في بوسطن أيضا برقم السجل 17-2-1910 ب.
توجد صدرية ذهبية له في متحف السودان القومي.